# Khmerski jezici
Khmerski jezici, malena ali zbog velikog broja govornika značajna skupina mon-khmerskih jezika koji se govore na području Kambodže, Tajlanda i Vijetnama. Obuhvaća svega dva jezika, to su sjeverni ili khmer lue i centralnokhmerski. 
Sjevernokhmerskim jezikom govori 1.400.000 ljudi (2006 Mahidol) u sjeveroistočnim tajlandskim provincijama Surin, Sisaket, Buriram i Khorat. Drugi jezik, središnji (centralni) [khm] je najvažniji jer se njime služi 12.300.000 Khmera u Kambodži (2006.) i 1.060.000 u Vijetnamu (1999. popis).

## Vanjske poveznice
- Ethnologue (14th)
- Ethnologue (15th)